# جمعیت‌شناسی عراق
مردم عراق، گاهی اوقات در محاوره، بین‌النهرینی، یا مردم بین‌النهرین (عربی: العراقیون'Irāqiyyūn، کردی:گەلی عێراق Îraqîyan، سریانی کلاسیک: ܥܡܐ ܥܝܪܩܝܐ'Irāqāyā، ترکیه: Iraklılar) مردم بومی هستند که در کشور عراق جدید زندگی می‌کند.
از عراق باستان به عنوان بین‌النهرین یادمیشود و در طول تاریخ خود منطقه ای چند قومی و چند فرهنگی بوده‌است. در دوران باستان سومری‌ها و بابلی‌ها در جنوب عراق ساکن بوده‌اند و آکادیان در مرکز و جنوب آن و آشوریان در بخش‌های شمالی تر زندگی می‌کرده‌اند. اولین نشانه‌های حضور اعراب در این منطقه به اوایل قرن دوم و سوم پیش از میلاد بر می‌گردد، یعنی حدود هشت قرن قبل از ظهور اسلام و فتح این مناطق توسط حکومت‌های اسلامی. اولین زبان ثبت شده در تاریخ مربوط به این منطقه بود که زبان سومری است که منشأ آن در جنوب عراق (سومر-بابل) می‌باشد. در طول هزاره سوم قبل از میلاد، یک همزیستی فرهنگی بسیار صمیمی بین سومریان از جنوب و آکادیان به شمال و مرکز بین‌النهرین، وجود داشته که به توسعه این دو زبان منجر شد به شکلی که مردم هر دو قوم قادر به صحبت زبان سومری و زبان اکدی بودند. زبان سریانی (که در بین‌النهرین سرچشمه گرفته‌است) و همچنین مسیحیت از قرن اول در عراق وجود داشته که توسط توماس رسول معرفی شده‌است. حضور مسیحیان در عراق پیشینیه بسیار طولانی دارد و از قدیمی‌ترین اجتماعات مسیحیون در جهان است و بعد از فلسطین / اسرائیل؛ عراق دارای بیشترین امکان مقدس و مذهبی در جهان است. تا قبل از ظهور اسلام به عراق، دین اکثریت مردم ساکن عراق شامل شاخه‌های مختلف مسیحیت، یهودیت یا مذاهب باستانی منطقه بین‌النهرین بود. تا قبل از اسلام با وجود حضور اقوام مختلف در این منطقه زبان قالب در بین مردم زبان سریانی بود که بیشترین گویش ور را داشت حتی اگر سوریایی، آشوری یا مسیحی نبودند.
. مسیحیت سریانی نخستین بار در بین‌النهرین فوقانی و کلیسای نستوریان (کلیسای شرق) ظهور کرد و کلیساهای آن در شهر بزرگ در دوران سلوکیه در تیسفون در مرکز-جنوب عراق تأسیس شد. اولین پادشاهی عرب در خارج از عربستان در قرن دوم در شمال عراق تأسیس شد و پادشاهی عربایا نامیده شد. علاوه بر این، لخمیان عرب از قرن سوم تا فتح اسلامی در مناطقی از بین‌النهرین مرکزی-جنوبی حضور داشتند. لخمیان از مسیحیان نستوریایی که زیر شاخه ای از مسیحیت سریانی است، بودند و به دو زبان سریانی و عربی صحبت می‌کردند و یکی از ارکان کلیسای شرق محسوب می‌شدند. عراق با سهم غنی و حیاتی در تاریخ مسیحیت، به ویژه مسیحیت شرقی و سریانی، که از زمان تأسیس کلیسای مشرق، یعنی بیش از پانزده قرن پیش، یکی از مسلط‌ترین شاخه مسیحیت در عراق بوده‌است. لخمیان بین‌النهرین نیز نقش اساسی در تاریخ عرب داشته‌اند و الفبا زبان عربی توسط این گروه استانداردسازی شد. علاوه بر این، در دوران طلایی عرب و اسلامی، عراق و پایتخت بغداد قرن‌ها به مرکز جهان علمی تبدیل شد، و این مرکزیت باعث شد که مردم منطقه و همچنین به کمک ایرانیان، سریانی‌ها، مسیحیان، نستوریان‌ها، آشوری‌ها و سایر اقوام بستری برای توسعه پزشکی، زیست‌شناسی، فیزیک، شیمی، نجوم، ریاضیات، کشاورزی، اقتصاد، معماری، جامعه‌شناسی، ادبیات، هنر، شعر و فلسفه و… ایجاد شود که بخش مهمی از تمدن عرب و تاریح تمدن عربی و اسلامی را بوجود آورد..
پس از فتح اسلامی بین‌النهرین در قرن هفتم، بخش عمده ای از بومیان سریانی، فارس و سایر مردم غیر عرب زبان عراق (که عمدتاً مسیحیت شرقی، یهودیت یا ادیان باستانی بین‌النهرین را تجربه می‌کردند) مسلمان شدند و تمدن عرب را پذیرفتند. هویت عرب با مذهب خود، علیرغم اینکه اکثر آنها عرب قومی نیستند. همراه با بومیان عرب بین‌النهرین، مهاجرت‌های جزئی که در زمان حکومت سلسله‌های پی در پی اسلامی اتفاق افتاد، و اعراب پیش از اسلام که قرن‌ها قبل در این کشور زندگی می‌کردند، قوم عرب زبان عراق بودند. سرانجام تبدیل به یک گروه قومی امروزی عرب عراق شد. علیرغم عرب سازی بخش بزرگی از بین‌النهرین، یک گروه مسیحی از بومیان بین‌النهرین، در برابر اسلامی شدن و همچنین عرب سازی مقاومت کردند و با حفظ دین و زبان مسیحیان سریانی خود تا به امروز ادامه دادند. این گروه به مردم چالودو آشوری امروزی عراق تبدیل می‌شوند که اکثریت مسیحیان عراقی را تشکیل می‌دهند. زبان بین‌النهرین یا عربی عراقی امروز به عنوان زبان غالب در کشور توسعه یافت، و که بستر سریانی دارد و همچنین دارای تأثیرات چشمگیری از زبان‌های باستانی بین‌النهرین اکدی، سومری و بابل و همچنین سایر زبانهای محلی و خاورمیانه مانند فارسی، ترکی و یونانی گرفته‌است. گفته می‌شود که عربی بین‌النهرین با عربی دارای بیشترین اختلافات لهجه ای است وشدیدا تحت تأثیر سرچشمه‌های سریانی زبان‌های پیشین خود می‌باشد. اعراب و آشوریان بین‌النهرین بزرگترین قوم‌های سامی عراق هستند و بیشترین وجه تشابه و تأثیر بر زبان فعلی عربی عراقی امروز دارند و کردها بزرگترین گروه قومی ایران هستند و شباهت‌هایی زبانی آنها با سایر اقوام ایرانی ساکن عراق امروزی مانند یزیدی ها و شبک‌ها بسیار زیاد است. ترکمن‌های عراق بزرگترین گروه قومی ترک در این کشور هستند. مطالعات نشان می‌دهد که گروه‌های مختلف قومی مذهبی عراق و بین‌النهرین شباهتهای چشمگیری در ژنتیک دارند و اینکه عرب‌های بین‌النهرین عراقی، که اکثریت عراقی‌ها را تشکیل می‌دهند، از نظر ژنتیکی با سایر جمعیت‌های غیر عرب در منطقه ارتباط بیشتری دارند. مانند آشوریان، کردها، ایرانیان و ترکها، نسبت به مراتب بیشتری دارند تا عربهای شبه جزیره عربستان.
امروز عراق با داشتن اقوام مختلف بومی، یکی از چند فرهنگی‌ترین کشورهای منطقه و جهان است تخمین زده می‌شود که جمعیت در سال ۲۰۱۸ ۴۰۱۹۴۲۱۶ نفر (ساکن عراق) و بیش از ۱۰ میلیون نفر در این خارج از کشور زندگی می‌کنند، که بیشتر جمعیت آن عرب (۷۵٪) و پس از آن کردها (۲۰٪)، کالدو- آشوریان (۱۰–۱۵٪) (۵۰۰٬۰۰۰+ (در عراق) به تعداد ۲ میلیون در کل با احتساب مهاجرین)، ترکمن‌ها (۳ میلیون)، افریقایی‌تبارهای عراقی (۱ میلیون)، ایزدی‌ها (۵۰۰٬۰۰۰–۹۰۰٬۰۰۰) و مردم شبک (۳۰۰٬۰۰۰–۵۰۰٬۰۰۰) اقلیت‌های دیگر شامل عراقی‌های ارمنی، ماندایی‌ها، یارسان ها، دومس‌ها و کاولیا (تبار هندی)، ایرانی تبارها (تبار فارسی)، سکرها و چچن‌ها (تبار قفقاز شمالی) و دیگران هستند. عراقی‌ها ۶۴٪ مسلمان شیعه، ۳۱٪ مسلمان سنی، ۱۰–۱۵٪ مسیحی هستند (اکثریت آنها سریانی هستند اما همچنین ارتدکس کلیسای ارتدکس و ملکی نیز در عراق وجود دارند)، ۱٫۴٪ ایزدی و چندین دین بومی دیگر نیز در عراق وجود دارد. بیشترین زبان‌ها زبان عربی با لهجه عراقی (که توسط همه کسانی که در عراق زندگی می‌کنند) آموزش داده می‌شود، کردی، سریانی و ترکمن عراقی به زبان ترکی نیز در این کشور رایج اند. به دلیل آخرین سرشماری عراق که بیش از ۳۰ سال پیش روی داده‌است، درصد گروه‌های مختلف قومی مختلف ساکن در عراق از منبع به منبع دیگر متفاوت است. پیش‌بینی می‌شود سرشماری جدید از عراق در سال ۲۰۲۰ صورت گیرد که جمعیت هر گروه قومی مذهبی در عراق به‌طور واضح مشخص شود.

## پیش زمینه
عراق منطقه ای است که در خارج از جهان اسلام با عنوان بین‌النهرین شناخته می‌شود. جمعیت آن در سال ۱۹۲۰ ۳ میلیون نفر تخمین زده می‌شود. ویرانه‌های اور، بابل و سایر شهرهای باستانی در عراق واقع شده‌است، همان‌طور که مکان افسانه ای باغ عدن نیز در این منطقه قید شده‌است. تقریباً ۷۵٪ از جمعیت عراق در دشتهای مسطح و آبرفتی که از جنوب شرقی از تکریت تا خلیج فارس امتداد دارد، زندگی می‌کنند. دجله و فرات سالانه حدود ۷۰ میلیون متر مکعب رسوب از این دشت به پایین دلتا منتقل می‌کنند. آب حاصل از این دو رودخانه بزرگ و حاصلخیزی خاک در دشت آبرفتی و دلتای، به کشاورزی اولیه اجازه داد تا در هزاره هفتم قبل از میلاد ، جمعیت پایداری را حفظ کند.

## جمعیت
۴۰٬۱۹۴٬۲۱۶ (برآورد ۲۰۱۸)، ۳۷٬۲۰۲٬۵۷۲ (برآورد ۲۰۱۶) ,  از ۳۱٬۲۳۴٬۰۰۰ (تخمین صندوق بین‌المللی پول در آوریل 2009) 31

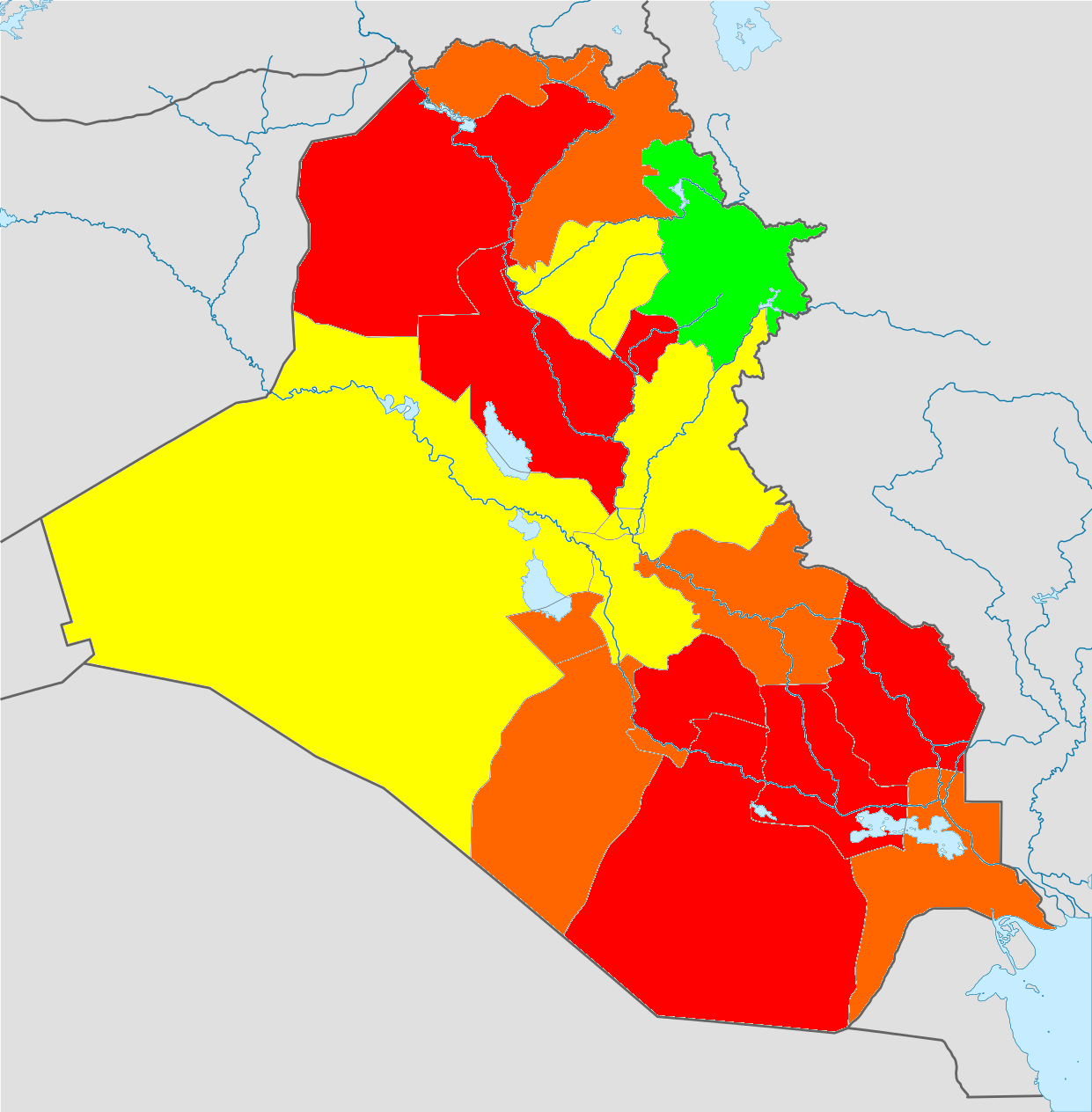
میزان باروری عراق براساس منطقه (2006)
5–6
4–5
3–4
2–3

## آمار حیاتی

### تخمین‌های سازمان ملل[۲۶]
| Period | Live births per year | Deaths per year | Natural change per year | CBR1 | CDR1 | NC1  | TFR1 | IMR1  |
| --- | -------------------- | --------------- | ----------------------- | ---- | ---- | ---- | ---- | ----- |
| ۱۹۵۰–۱۹۵۵ | 327,000              | 158,000         | 169,000                 | 53.2 | 25.8 | 27.5 | 7.30 | 197.6 |
| ۱۹۵۵–۱۹۶۰ | 297,000              | 133,000         | 164,000                 | 42.6 | 19.1 | 23.5 | 6.20 | 152.9 |
| ۱۹۶۰–۱۹۶۵ | 343,000              | 122,000         | 221,000                 | 43.3 | 15.4 | 27.9 | 6.60 | 120.7 |
| ۱۹۶۵–۱۹۷۰ | 430,000              | 121,000         | 309,000                 | 46.5 | 13.1 | 33.4 | 7.40 | 96.0  |
| ۱۹۷۰–۱۹۷۵ | 475,000              | 121,000         | 354,000                 | 43.6 | 11.1 | 32.5 | 7.15 | 76.4  |
| ۱۹۷۵–۱۹۸۰ | 526,000              | 124,000         | 402,000                 | 41.2 | 9.8  | 31.5 | 6.80 | 60.4  |
| ۱۹۸۰–۱۹۸۵ | 571,000              | 185,000         | 387,000                 | 39.1 | 12.6 | 26.5 | 6.35 | 48.9  |
| ۱۹۸۵–۱۹۹۰ | 638,000              | 132,000         | 505,000                 | 38.8 | 8.0  | 30.8 | 6.15 | 41.8  |
| ۱۹۹۰–۱۹۹۵ | 719,000              | 105,000         | 614,000                 | 38.2 | 5.6  | 32.6 | 5.65 | 43.4  |
| ۱۹۹۵–۲۰۰۰ | 836,000              | 119,000         | 717,000                 | 37.9 | 5.4  | 32.5 | 5.19 | 38.1  |
| ۲۰۰۰–۲۰۰۵ | 960,000              | 144,000         | 816,000                 | 34.9 | 5.6  | 29.3 | 4.66 | 35.9  |
| ۲۰۰۵–۲۰۱۰ | 1,079,000            | 187,000         | 892,000                 | 34.9 | 5.8  | 29.1 | 4.55 | 34.6  |
| ۲۰۱۰–۲۰۱۵ |                      |                 |                         | 34.5 | 5.3  | 29.2 | 4.55 |       |
| ۲۰۱۵–۲۰۲۰ |                      |                 |                         | 32.5 | 4.9  | 27.6 | 4.27 |       |
| ۲۰۲۰–۲۰۲۵ |                      |                 |                         | 30.6 | 4.7  | 25.9 | 4.01 |       |
| ۲۰۲۵–۲۰۳۰ |                      |                 |                         | 29.1 | 4.6  | 24.5 | 3.79 |       |
| ۲۰۳۰–۲۰۳۵ |                      |                 |                         | 27.8 | 4.6  | 23.2 | 3.58 |       |
| ۲۰۳۵–۲۰۴۰ |                      |                 |                         | 26.7 | 4.7  | 22.0 | 3.40 |       |
| 1 CBR = crude birth rate (per 1,000); CDR = crude death rate (per 1,000); NC = natural change (per 1,000); TFR = total fertility rate (number of children per woman); IMR = infant mortality rate per 1,000 births |                      |                 |                         |      |      |      |      |       |

تولدها و مرگ و میرها
| سال  | جمعیت (۱۰۰۰ پوند) | تولد زنده | مرگ     | افزایش طبیعی | میزان تولد خام | میزان مرگ و میر خام | میزان افزایش طبیعی | TFR |
| ---- | ----------------- | --------- | ------- | ------------ | -------------- | ------------------- | ------------------ | --- |
| 2013 |                   | 1،۰۷۷٬۶۴۵ | 189،۱۱۸ | 888،۵۲۷      |                |                     |                    |     |
| 2014 | 36،۰۰۴٬۵۵۲        |           |         |              |                |                     |                    |     |
| 2018 |                   |           |         |              |                |                     |                    | 3.6 |

### میانگین سنین باروری در سالهای 2007-2006[۲۹][۳۰]
| گروه‌های سنی | ۱۹۹۷    | ۲۰۰۶ |
| ----------- | ------- | ---- |
| 15-19       | 56.2    | 68   |
| 20–24       | 210     | 187  |
| 25-29       | 276.2   | 221  |
| 30-34       | 257.9   | 188  |
| 35-39       | 196.5   | 136  |
| 40-44       | 101.4   | 56   |
| 45-49       | 31      | 9    |
| جمع         | 1،۱۲۸٫۲ | 865  |
| TFR         |         | 4.3  |

### امید به زندگی در بدو تولد
میانگین امید به زندگی.
| دوره زمانی | امید به زندگی در سال‌ها | دوره زمانی | امید به زندگی در سال‌ها |
| ---------- | ---------------------- | ---------- | ---------------------- |
| ۱۹۵۰–۱۹۵۵  | ۳۷٫۹                   | ۱۹۸۵–۱۹۹۰  | ۶۴٫۳                   |
| ۱۹۵۵–۱۹۶۰  | ۴۴٫۹                   | ۱۹۹۰–۱۹۹۵  | ۶۷٫۴                   |
| ۱۹۶۰–۱۹۶۵  | ۵۰٫۹                   | ۲۰۰۰–۱۰۰۰  | ۶۹٫۱                   |
| ۱۹۶۵–۱۹۷۰  | ۵۶٫۴                   | ۲۰۰۰–۲۰۰۵  | ۶۸٫۹                   |
| ۱۹۷۰–۱۹۷۵  | ۵۹٫۵                   | ۲۰۰۵–۲۰۱۰  | ۶۸٫۰                   |
| ۱۹۷۵–۱۹۸۰  | ۶۱٫۷                   | ۲۰۱۰–۲۰۱۵  | ۶۹٫۲                   |
| ۱۹۸۰–۱۹۸۵  | ۵۹٫۰                   |            |                        |

### ساختار جمعیت[۲۷]
ساختار جمعیت (۱ ژوئیه ۲۰۱۳) (تخمین‌ها):
| گروه سنی | نر         | زن         | جمع        | ٪     |
| -------- | ---------- | ---------- | ---------- | ----- |
| جمع      | 17،۷۱۰٬۷۵۰ | 17،۰۸۳٬۴۴۴ | 34،۷۹۴٬۱۹۴ | 100   |
| 4-4      | 2،۴۹۵٬۱۳۱  | 2،۴۰۵٬۸۶۲  | 4،۹۰۰٬۹۹۳  | 14.09 |
| 5-9      | 2،۳۷۴٬۹۰۸  | 2،۱۹۱٬۸۰۷  | 4،۵۶۶٬۷۱۴  | 13.12 |
| 10-14    | 2،۲۳۲٬۷۱۲  | 2،۰۴۸٬۸۹۱  | 4،۲۸۱٬۶۰۳  | 12.31 |
| 15-19    | 1،۹۳۷٬۷۱۴  | 1،۸۲۵٬۹۶۳  | 3،۷۶۳٬۶۷۷  | 10.82 |
| 20–24    | 1،۷۰۱٬۸۸۴  | 1،۵۹۳٬۶۷۹  | 3،۲۹۵٬۵۶۳  | 9.47  |
| 25-29    | 1،۴۲۴٬۷۳۹  | 1،۳۱۶٬۴۶۲  | 2،۷۴۱٬۲۰۱  | 7.88  |
| 30-34    | 1،۱۷۶٬۴۳۳  | 1،۱۳۴٬۸۸۲  | 2،۳۱۱٬۳۱۶  | 6.64  |
| 35-39    | 983،۵۷۰    | 1،۰۴۴٬۳۲۵  | 2،۰۲۷٬۸۹۵  | 5.83  |
| 40-44    | 933،۷۸۵    | 897،۹۳۶    | 1،۸۳۱٬۷۲۲  | 5.26  |
| 45-49    | 746،۸۸۴    | 763،۳۱۱    | 1،۵۱۰٬۱۹۵  | 4.34  |
| 50-54    | 508،۴۹۸    | 562،۲۷۴    | 1،۰۷۰٬۷۷۲  | 3.08  |
| 55-59    | 356،۵۸۱    | 393،۵۱۱    | 750،۰۹۳    | 2.16  |
| 60-64    | 345،۸۳۰    | 378،۴۵۶    | 724،۲۸۵    | 2.08  |
| 65-69    | 187،۶۲۶    | 218،۹۹۱    | 406،۶۱۷    | 1.17  |
| 70-74    | 133،۲۷۷    | 138،۳۷۵    | 271،۶۵۱    | 0.78  |
| 75-79    | 81،۷۴۲     | 90،۶۳۰     | 172،۳۷۳    | 0.50  |
| 80+      | 89،۴۳۶     | 78،۰۸۷     | 167،۵۲۳    | 0.48  |

| گروه سنی | نر        | زن        | جمع        | درصد  |
| -------- | --------- | --------- | ---------- | ----- |
| 0-14     | 8،۰۰۵٬۳۲۷ | 7،۶۷۴٬۸۰۲ | 15،۶۸۰٬۱۲۹ | 39.01 |
| 24-24    | 3،۹۷۶٬۰۸۵ | 3،۸۲۹٬۰۸۶ | 7،۸۰۵٬۱۷۱  | 19.24 |
| 25-54    | 6،۹۰۰٬۹۸۴ | 6،۷۵۲٬۷۹۷ | 13،۶۵۳٬۷۸۱ | 33.97 |
| 55-64    | 788،۶۰۲   | 839،۲۹۱   | 1،۶۲۷٬۸۹۳  | 4.05  |
| 65+      | 632،۷۵۳   | 794،۴۸۹   | 1،۴۲۷٬۲۴۲  | 3.55  |

## گروه‌های قومی و مذهبی

گروه‌های قومی و مذهبی در عراق
شیعه
سنی
کرد
کلدانی
ترکمن
ایزدی

گروه قومی غالب عراق اعراب بین‌النهرین هستند که بیش از سه چهارم جمعیت را تشکیل می‌دهند.
براساس برآورد دفتر اطلاعات جهانی سیا، با استناد به برآورد دولت عراق در سال ۱۹۸۷، جمعیت عراق از ۷۰ الی ۸۰ درصد عرب و به دنبال آن ۱۵ الی ۲۰ درصد کردها تشکیل شده‌است.علاوه بر این، این تخمین ادعا می‌کند که اقلیت‌های دیگر ۵ درصد از جمعیت کشور را تشکیل می‌دهند، از جمله ترکمن‌ها / ترکمن‌ها، یزیدی ها، شبک‌ها، کاکایی‌ها، بدوئین‌ها، روم‌ها، کلدانی‌ها، آشوری‌ها، چرکس‌ها، فیلی‌ها، صابئین-مندایی‌ها و پارس‌ها. با این حال، گروه بین‌المللی بحران خاطرنشان می‌کند که آمار و ارقام مربوط به سرشماری سال ۱۹۸۷، و همچنین سرشماری‌های ۱۹۶۷، ۱۹۷۷ و ۱۹۹۷، «همه مشکوک به دستکاری رژیم بوده و قابل اعتماد نیستند» زیرا شهروندان عراقی فقط مجاز بودن که کورد یا عرب بودن را مشخص کنند، و سایر گروه‌های قومی امکان بیان دقیق قومیت خود را در این آمارها نداشته‌اند
گزارشی که توسط سرویس تحقیقات پارلمان اروپا منتشر شده حاکی از آن است که در سال ۲۰۱۵ ۲۰ میلیون عرب (۱۵ میلیون شیعه و ۹ میلیون سنی) وجود داشته‌است. ۸ میلیون سنی کردها (به علاوه ۵۰۰٬۰۰۰ شیعه Feylis و ۲۰۰٫۰۰۰ کاکه‌ای)؛ ۰٫۵ میلیون عراقی ترکمن / ترکمان؛ ۱ میلیون عراقی سیاه؛ ۵۰۰۰۰۰ مسیحی (از جمله کلدانیان، سریانی‌ها، آشوری‌ها، ارمنی‌ها و مسیحیان عرب). ۵۰۰۰۰۰ یزیدی؛ ۲۵۰٬۰۰۰ شبک؛ ۵۰٬۰۰۰ رم؛ ۳٬۰۰۰ صابئین - مندائیان؛ ۲۰۰۰ سیرک؛ ۱۰۰۰ بهائی؛ و چند ده یهودی
کردها بزرگترین اقلیت عراق هستند. آنها گروه قومی ساکم شمال غربی غربی کشور هستند که در دوره قبل از استقرار حکومت عباسیان در سال ۷۵۰ میلادی، از مناطق مختلف آشور باستان در شمال عراق از آذربایجان پارسی شروع به مهاجرت کردند. به عقیده اکثر محققان، کردها جامعه ای قبیله ای تشکیل دادند. امروزه کردها بین ۲۳ تا ۲۵ درصد از جمعیت کشور را تشکیل می‌دهند و بالاترین میزان نرخ تولد در عراق (و خاورمیانه) را دارند.

## زبان‌ها
عربی و کردی دو زبان رسمی عراق هستند. زبان عربی در تمام مدارس عراق آموزش داده می‌شود، اما در شمال زبان کردی بیشترین کاربرد را دارد. زبانهای آرامی شرقی، مانند سریانی و ماندائیک و همچنین زبان ترکمن عراقی و سایر زبانهای بومی دیگر صحبت می‌شود.
کردی، با چندین گویش مختلف، دومین زبان بزرگ کشور است که بیشتر در شمال کشور استفاده می‌شود. آرامی، در دوران باستان که در کل کشور صحبت می‌شود، اکنون فقط توسط اقلیت آشوری کلدینی صحبت می‌شود. ترکی / ترکمن عراقی به زبان ترکی در جیب‌های شمال عراق (به ویژه در منطقه به اصطلاح ترکمنلی) صحبت می‌شود و زبان‌های بیشماری از قفقاز نیز توسط اقلیت‌ها به ویژه جامعه چچن نیز صحبت می شود.

## ادیان
مذهب در عراق - برآورد 2003
مذهب در عراق برآورد 2017
۹۷٪ عراقی‌ها از اسلام پیروی می‌کنند: ۶۱٪ شیعه و ۳۴٪ سنی. ۱٪ از اینها خود را «فقط یک مسلمان» توصیف می‌کنند. براساس کتاب جهانی CIA، شیعیان ۶۴٪ از جمعیت را تشکیل می‌دهند، در حالی که سنی‌ها ۳۱٪ را تشکیل می‌دهند. مسیحیت ۵–۵ درصد و مابقی اعمال یزیدیسم، ماندائیسم و سایر ادیان را انجام می‌دهند.
در حالی که تعداد زیادی از خانواده‌های مسیحی در شمال عراق جابجایی داوطلبانه صورت گرفته‌است، اما گزارش‌های اخیر حاکی از آن است که از زمان سقوط صدام حسین در سال ۲۰۰۳، تعداد کلی مسیحیان تا ۵۰ درصد کاهش یافته‌است، و بسیاری از آنها به سوریه، اردن و لبنان گریختند. (تخمین 2010) درصد مسیحیان از ۶ درصد در سال ۱۹۹۱ یا ۱٫۵ میلیون نفر به حدود یک سوم این کاهش یافته‌است. تخمین‌ها می‌گویند ۵۰۰۰۰۰ مسیحی در عراق وجود دارند.
تقریباً همه کردهای عراق مسلمان سنی هستند. یک بررسی در عراق نتیجه گرفت که «۹۸٪ کردها در عراق خود را سنی معرفی می‌کردند و تنها ۲٪ آنها را شیعه معرفی می‌کردند». اختلافات مذهبی بین عرب‌های سنی و کردهای اهل سنت اندک است. در حالی که ۹۸ درصد از اعراب شیعه معتقدند بازدید از زیارتگاه مقدسین قابل قبول است، ۷۱ درصد از اعراب اهل سنت این کار را کردند و ۵۹ درصد از کردهای اهل سنت از این عمل حمایت می‌کنند. حدود ۹۴ درصد از جمعیت کردستان عراق مسلمان هستند.

## آمار جمعیتی
آمار دموگرافیک زیر از کتاب CIA World Factory است

### ساختار سنی
۰ تا ۱۴ سال: ۳۹٫۰۱٪ (مرد ۸٬۰۰۵٬۳۲۷ / زن ۷٬۶۷۴٬۸۰۲)
۱۵–۲۴ سال: ۱۹٫۴۲٪ (مرد ۳٬۹۷۶٬۰۸۵ / زن ۳٬۸۲۹٬۰۸۶)
۲۵–۵۴ سال: ۳۳٫۹۷٪ (مرد ۶٬۹۰۰٬۹۸۴ / زن ۶٬۷۵۲٬۷۹۷)
۵۵–۶۴ سال: ۴٫۰۵٪ (مرد ۷۸۸٬۶۰۲ / زن ۸۳۹٬۲۹۱)
۶۵ سال و بالاتر: ۳٫۵۵٪ (مذکر ۶۳۲٫۷۵۳ / زن ۷۹۴،489) (2018 est.)

### گروه‌های قومی
عرب: ۷۰٪
کرد:۲۰٪
ترکمن: ۵٪
کلدین، آشوری و غیره: ۵٪

### ادیان
شیعه: ۶۴٪
اهل سنت: ۳۱٪
کریستین: ۲–۵٪، به میزان کم ۰٫۶٪ در سال ۲۰۱۷، از ۶٪ در سال 2003 و به نصف کاهش یافته از ۱٫۸ میلیون به ۹۰۰۰۰۰ یا به میزان ۱٫۲ میلیون در سال ۲۰۱۳
یارسانی: ۲٪
ایزدی: ۱٫۴٪
شبک: ۲٪
زرتشت: ۰٫۶٪
مانعائیسم: ۰٫۱٪
هندوئیسم: ۰٫۱٪
بودایی: ۰٫۱٪
مذهب عامیانه: ۰٫۱٪
بدون کمک: ۹٪
۰٫۱٪ دیگر
یهودیان ۰٫۰۰۰۰۱٪

### زبان‌ها
عربی (رسمی)
کردی (رسمی)
لهجه ترکمن / ترکمان عراقی، گویش ترکی ( فقط در منطقه اکثریت صحبت)
آشور کلدیان (نئوآرامی) (فقط در اکثر مناطق صحبت کننده)
ارمنی

### سن متوسط
کل: ۲۰٫۲ سال
مرد: ۲۰ سال
زن: ۲۰٫۵ سال (۲۰۱۹ است)

### نرخ رشد جمعیت
۲٫۵٪ (تخمین ۲۰۱۸))

### میزان تولد خام
۳۰ تولد / ۱۰۰۰ نفر جمعیت (۲۰۱۸ تخمین زده می‌شود)

### میزان مرگ و میر خام
۳٫۸ کشته / ۱۰۰۰ نفر جمعیت (۲۰۱۸ تخمین زده می‌شود)

### میزان باروری کل
۳٫۹۴ کودک متولد / زن (۲۰۱۸ ارزیابی).)

### نرخ خالص مهاجرت
1/1 migr مهاجر / هزار نفر (جمعیت ۲۰۱۸).)

### شهرنشینی
جمعیت شهری: ۷۰٫۵٪ از کل جمعیت (۲۰۱۸)
نرخ شهرنشینی : ۳۰٫۰۶٪ نرخ سالانه تغییر (۲۰–۲۰ ۲۰۱۵))

### نسبت جنسی
هنگام تولد: ۱٫۰۴ مرد / زن
۰ تا ۱۴ سال: ۱٫۰۴ مرد / زن
۲۴–۲۴ سال: ۱٫۰۴ مرد / زن
۲۵–۵۴ سال: ۱٫۰۲ مرد / زن
۵۵–۶۴ سال: ۰٫۹۱ مرد / زن
۶۵ سال به بالا: ۰٫۸ مرد / زن
کل جمعیت: ۱٫۰۲ مرد / زن (۲۰۱۷ ارزیابی).)

### میزان مرگ و میر مادران
۵۰ کشته / ۱۰۰۰۰۰ زایمان زنده (۲۰۱۵ برآورد شده‌است)

### نرخ مرگ و میر کودکان
کل جمعیت: ۳۷٫۵ کشته / ۱۰۰۰ تولد زنده
مرد: ۴۰٫۶ فوت / ۱۰۰۰ تولد زنده
زن: ۳۴٫۲ مرگ و میر / ۱۰۰۰ تولد زنده (2018 EST.)

### امید به زندگی در بدو تولد
کل جمعیت: ۷۴٫۹ سال
مرد: ۷۲٫۶ سال
زن: ۷۷٫۲ سال (2018 est.)

### میزان شیوع پیشگیری از بارداری
۵۱٫۵٪ (۲۰۱۱)

### مخارج بهداشتی
۵٫۵٪ تولید ناخالص داخلی (۲۰۱۱)

### تراکم پزشکان
۰٫۸۵ پزشک / ۱۰۰۰ جمعیت (۲۰۱۴)

### تراکم تخت بیمارستان
۱٫۴ تختخواب / ۱۰۰۰ نفر جمعیت (۲۰۱۴)

### چاقی - میزان شیوع بزرگسالان
۳۰٫۴٪ (۲۰۱۶)

### کودکان زیر ۵ سال کم وزن هستند
۸٫۵٪ (۲۰۱۱)

### ملیت
اسم: عراقی
صفت: عراقی

### سواد
تعریف: سن ۱۵ سال به بالا می‌تواند بخواند و بنویسد
کل جمعیت: ۷۹٫۷٪
مرد: ۸۵٫۷٪
زن: 73.7% (2015 Est.)